# Pleurotellus dictyorhizus
Pleurotellus dictyorhizus är en svampart som först beskrevs av Augustin Pyrame de Candolle, och fick sitt nu gällande namn av Robert Kühner 1926. Pleurotellus dictyorhizus ingår i släktet Pleurotellus och familjen Inocybaceae.   Inga underarter finns listade i Catalogue of Life.